# Desiderio sotto gli olmi
Desiderio sotto gli olmi (Desire Under the Elms) è un film del 1958 diretto da Delbert Mann, tratto dall'omonimo dramma di Eugene O'Neill.

## Trama
Ephrain Cabot è un vecchio contadino con tre figli. Eben, dopo la morte del padre vorrebbe tutta la proprietà e, con questi ancora vivente, acquista le parti dell'eredità dei suoi fratellastri. Il piano di Eben però sembra vacillare quando il padre, vedovo, si sposa una seconda volta.